# Litoria burrowsi
Litoria burrowsi är en groddjursart som först beskrevs av Scott 1942.  Litoria burrowsi ingår i släktet Litoria och familjen lövgrodor. IUCN kategoriserar arten globalt som livskraftig. Inga underarter finns listade i Catalogue of Life.